# Fouchécourt (Vosgi)
Fouchécourt è un comune francese di 49 abitanti situato nel dipartimento dei Vosgi nella regione del Grand Est.

## Società

### Evoluzione demografica
Abitanti censiti